# Estratégia Nacional de Defesa
A Estratégia Nacional de Defesa - END do Brasil, aprovada em 18 de dezembro de 2008, reafirma a necessidade de se modernizar as Forças Armadas e afirma que essa estratégia é inseparável de Estratégia Nacional de Desenvolvimento. Enfatiza que é preciso fortalecer três setores de importância estratégica: o espacial, o cibernético e o nuclear.
Dentre outras diretrizes, determina que se deve: priorizar a região amazônica; preparar as Forças Armadas para desempenharem responsabilidades crescentes em operações de manutenção da paz; adensar a presença de unidades do Exército Brasileiro, da Marinha do Brasil e da Força Aérea Brasileira nas fronteiras; manter o Serviço Militar Obrigatório; desenvolver o potencial de mobilização militar e nacional para assegurar a capacidade dissuasória e operacional das Forças Armadas.

## História
Em setembro de 2007, o então presidente Luiz Inácio Lula da Silva criou um grupo de trabalho, coordenado pelos ministros Nelson Jobim e Roberto Mangabeira Unger, para confeccionar uma Estratégia Nacional de Defesa. Durante mais de um ano, militares do Ministério da Defesa e da Secretaria de Assuntos Estratégicos, juntamente com as forças armadas, se dedicaram ao projeto. Foi aprovada em 18 de dezembro de 2008, pelo Decreto nº 6.703.